# Pfarrkirche Mariä Himmelfahrt (Schlanders)

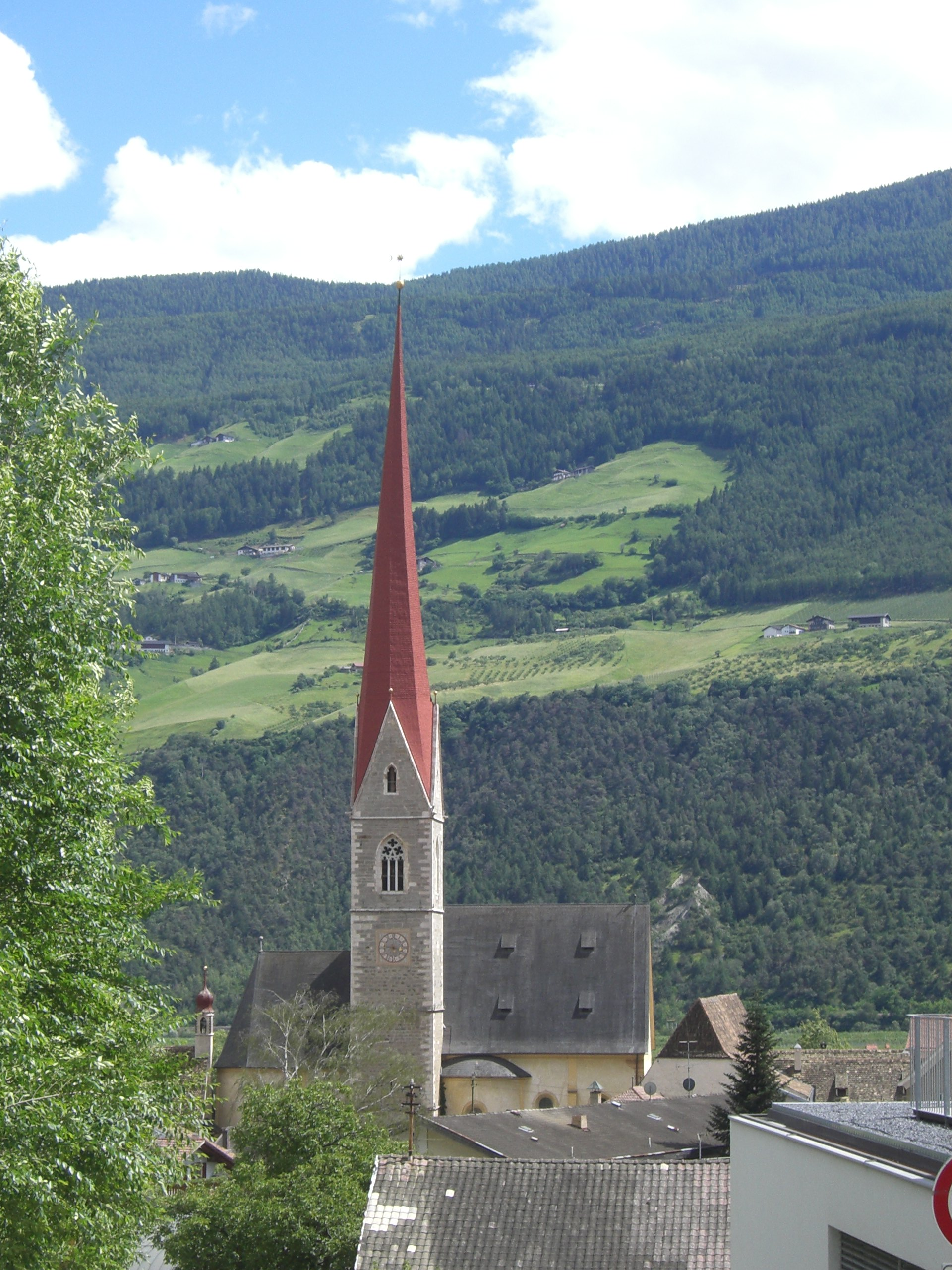
Die Pfarrkirche Mariä Himmelfahrt zu Schlanders

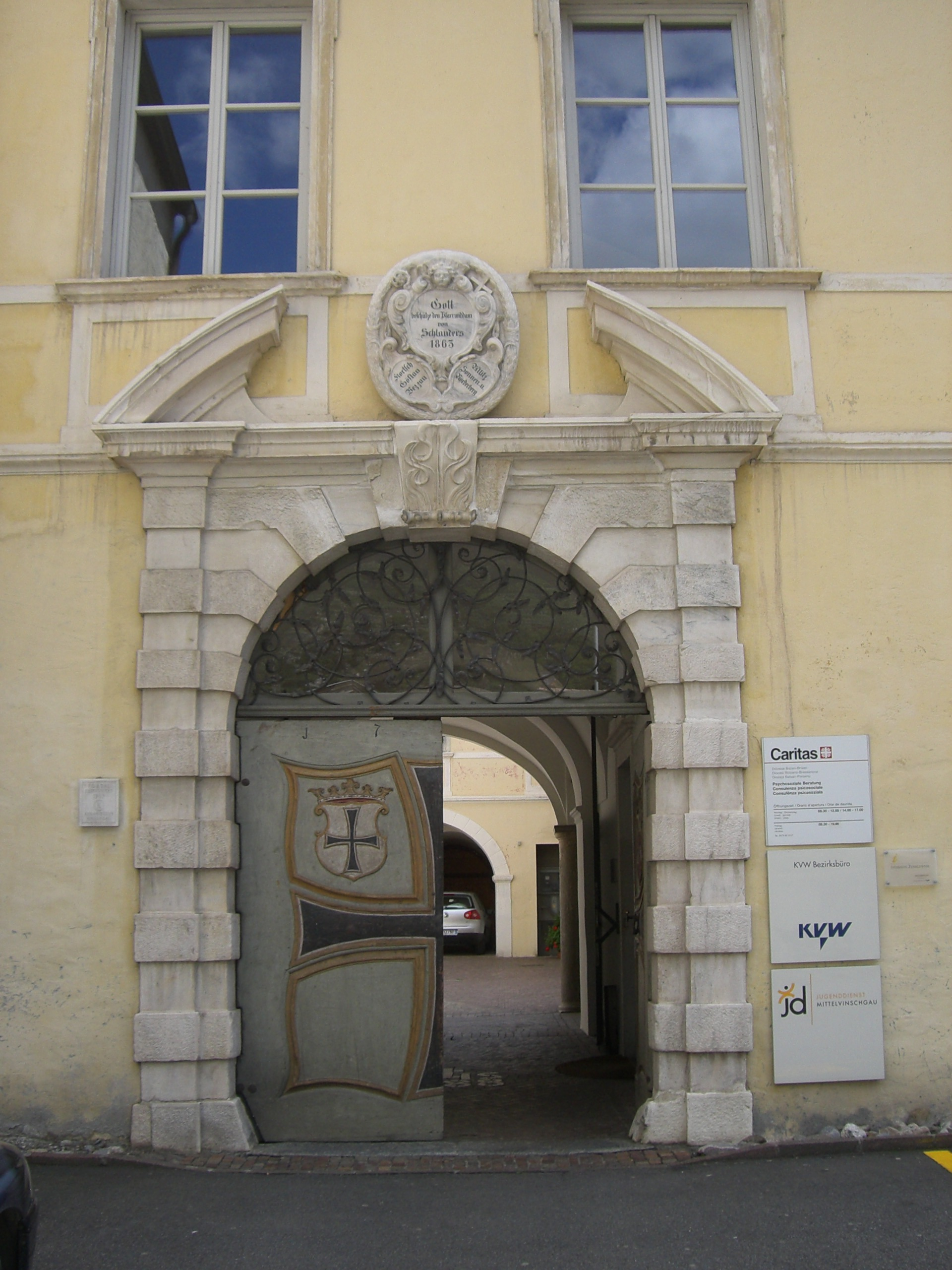
Eingang zum Widum Schlanders, Pfarrhof und ehemalige Kommende des Deutschen Ordens

Die Pfarrkirche Mariä Himmelfahrt in Schlanders ist eine römisch-katholische Kirche im Vinschgau in Südtirol. Der markante Kirchturm ist mit seinen 90,60 Metern der höchste gesamt Tirols.

## Geschichte
Schon im Jahr 1170 wird Schlanders mit einem Pfarrer Thebaldus plebanus in Slanders, offenbar bereits als Mittelpunkt eines Pfarrsprengels, urkundlich erwähnt. Es wird vermutet, dass die Pfarre Schlanders bereits im 7. oder 8. Jahrhundert entstand, als vom Bistum Chur die großen Landpfarren ausgebaut wurden. Die enge Verbindung zum Churer Bistum geht auch daraus hervor, dass die Kathedrale in Chur ebenfalls Mariä Himmelfahrt geweiht ist. Jedenfalls gehört Schlanders zu den ältesten Pfarren in Südtirol. Zur Zeit der Entstehung der Pfarre hatte sie wohl einen viel größeren Umfang als im Spätmittelalter und in der Neuzeit, da sie auch die Gebiete von Laas und von Martell betreute. Aber auch aus einer Urkunde aus dem Jahr 1380 geht hervor, dass die Gemeinde dem Pfarrer ein Pferd zur Verfügung stellen musste, damit er die Filialkirchen erreichen konnte, um dort die Messe zu lesen.
Im Hochmittelalter entwickelten sich die sogenannten Landkapitel oder Dekanate. Die Leitung eines solchen Dekanats oblag einem Vikar, auch Erzpriester genannt. Trotz der zentralen Lage von Schlanders wurden aber die dort tätigen Priester bis ins 19. Jahrhundert nie zu Erzpriestern ernannt. Die Ursache könnte daran gelegen haben, dass die Pfarre seit 1235 dem Deutschen Orden inkorporiert war, also von dessen Ordensangehörigen betreut wurde. Kaiser Friedrich II. hatte die Kirche dem Orden geschenkt. Zum Deutschen Orden, der während der Kreuzzüge als Ritterorden gegründet worden war, hatten die Bischöfe von Chur meist kein gutes Verhältnis.
Im Jahr 1499 wurde der Engadiner Krieg zwischen der Schweizerischen Eidgenossenschaft und dem Schwäbischen Bund, der mit den Habsburgern verbündet war, mit Härte geführt. Nach dem Sieg der Eidgenossen in der Schlacht an der Calven wurde von diesen der Vinschgau geplündert. Auch Schlanders wurde in Mitleidenschaft gezogen und die Kirche erlitt schwere Schäden. Unter der Leitung des Meisters Oswald Furter aus Latsch im Vinschgau wurden die Pfarrkirche und die Kapelle St. Michael im spätgotischen Stil völlig erneuert. Im Jahr 1505 war alles wiederhergestellt. Aus dieser Zeit stammt auch der obere Teil des 97 Meter hohen Turm.
1758/59 erfolgte die Barockisierung der Kirche unter dem kaiserlichen Hofmaler Josef Adam Mölk. Dabei baute man das Kirchenschiff, welches man nach Westen erweiterte, zu einer Saalkirche mit Tonnengewölbe um. Im Gewölbe kann man dennoch die ursprünglich gotische Form erkennen. Auch die Außenwände, in die man zwei Konchen brach, werden immer noch durch eine Art Strebepfeiler gegliedert.
Zu Beginn des 19. Jahrhunderts kam es wegen der Napoleonischen Kriege und des Tiroler Freiheitskampfes zu zahlreichen Umbrüchen. Am 17. September 1808 wurde der Vinschgau dem Bistum Brixen einverleibt. Erst jetzt, nach der Loslösung von Chur, wurde die Pfarre Schlanders 1812 zum Dekanat erhoben. Am 12. Oktober 1818 kam die Pfarre zum Bistum Trient.
Auch die politische Zugehörigkeit von Schlanders änderte sich. Nach der Niederlage der Tiroler Schützen unter Andreas Hofer im Jahr 1809 kam der nördliche Teil des Vinschgaus mit Schlanders zum Königreich Bayern. Die neue Regierung ließ 1811 die Kommende, die Niederlassung des Deutschen Ordens, in Schlanders besetzen und deren Güter verkaufen. Auch nach der Rückgabe Tirols an Österreich im Jahr 1814 wurde eine Wiedereinsetzung des Ordens nicht mehr erwogen. Die Pfarrkirche ist seither Säkularkirche und wird von Diözesanpriestern betreut. Im Ort gibt es aber noch ein Kloster des Kapuzinerordens mit einer eigenen kleinen Kirche, die Johannes dem Täufer geweiht ist. Seit 1964 gehört die Pfarre Schlanders zur Diözese Bozen-Brixen.

## Gebäude

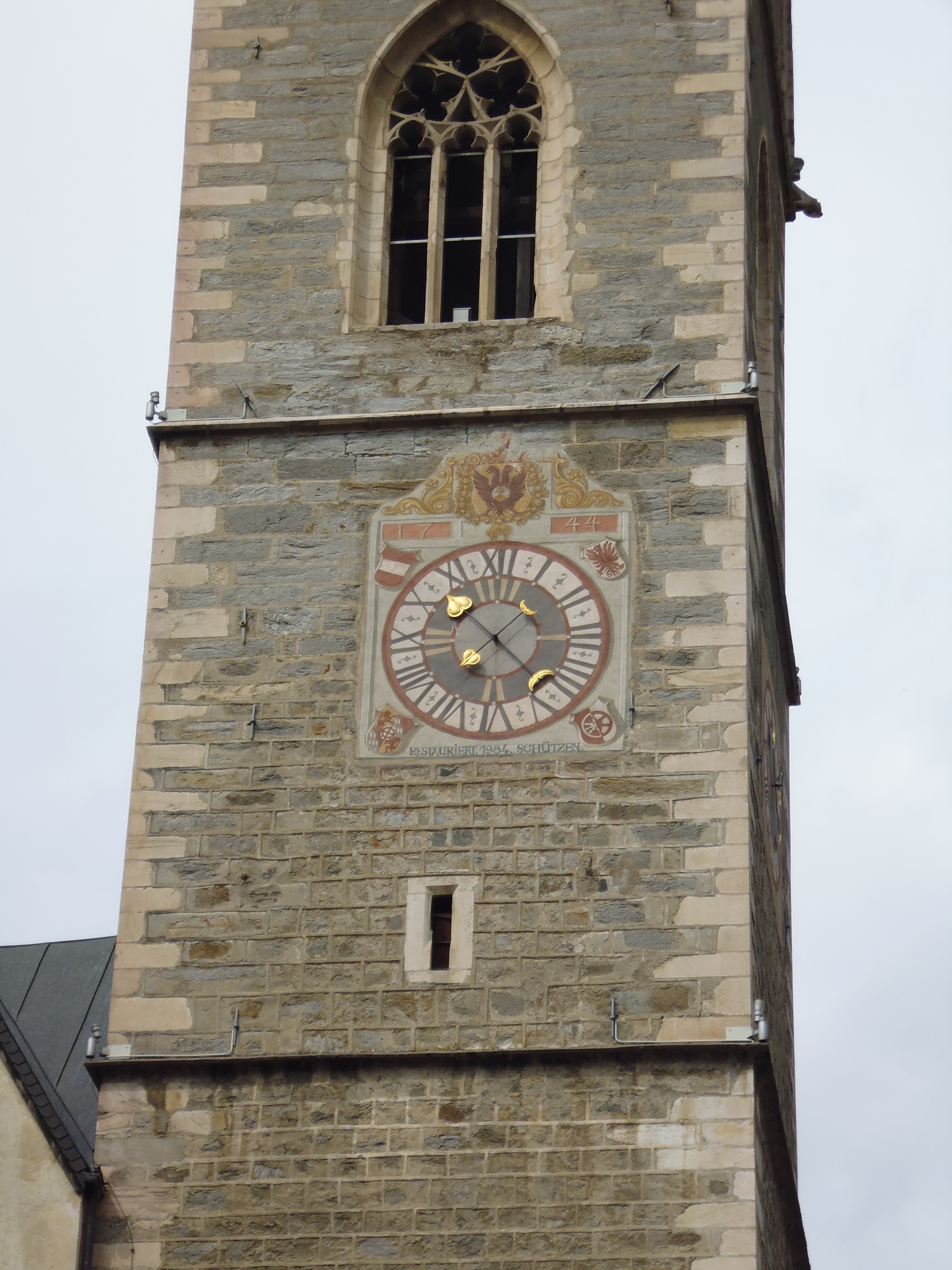
Baunaht auf Höhe des Zifferblatts

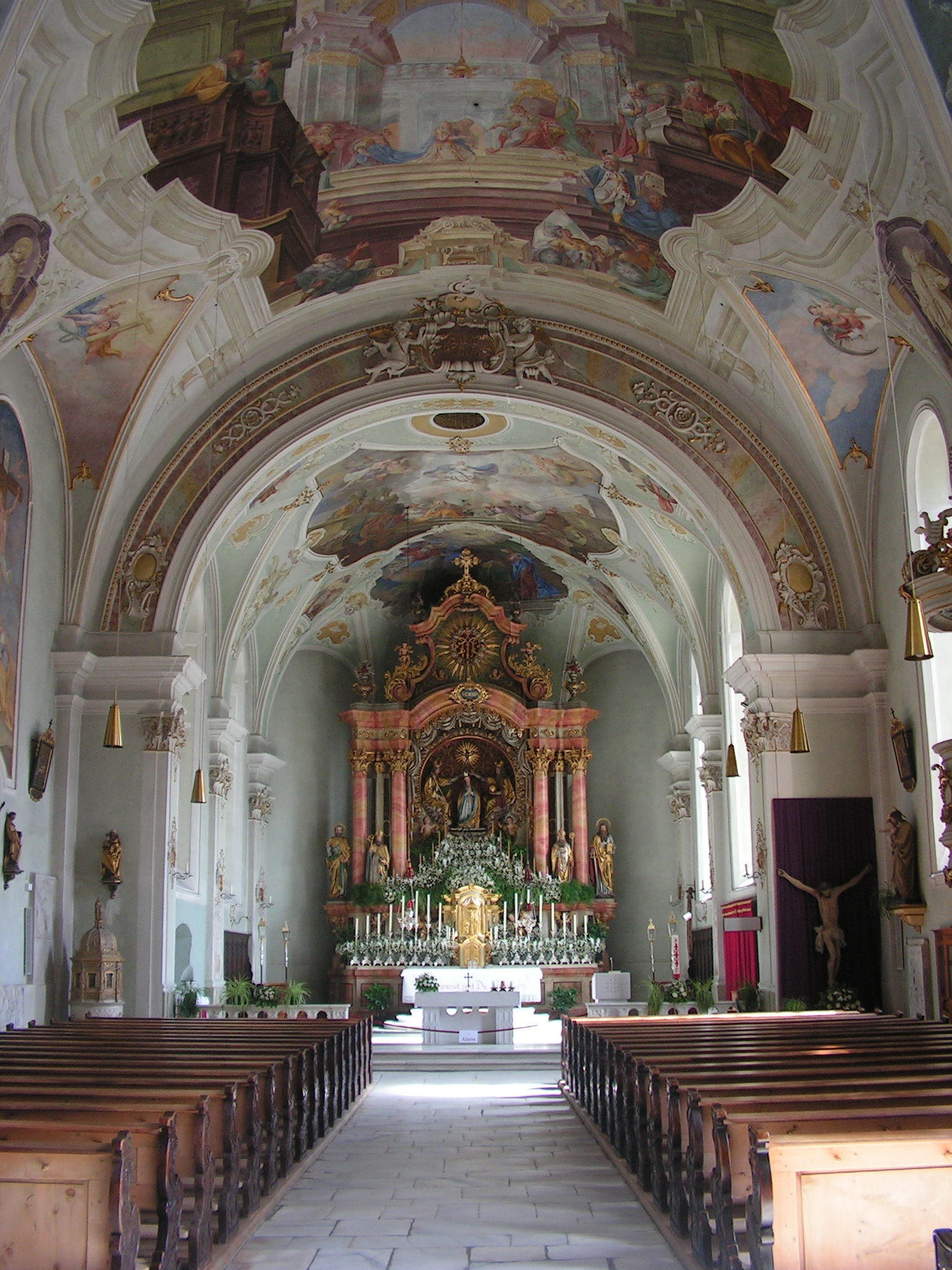
Inneres

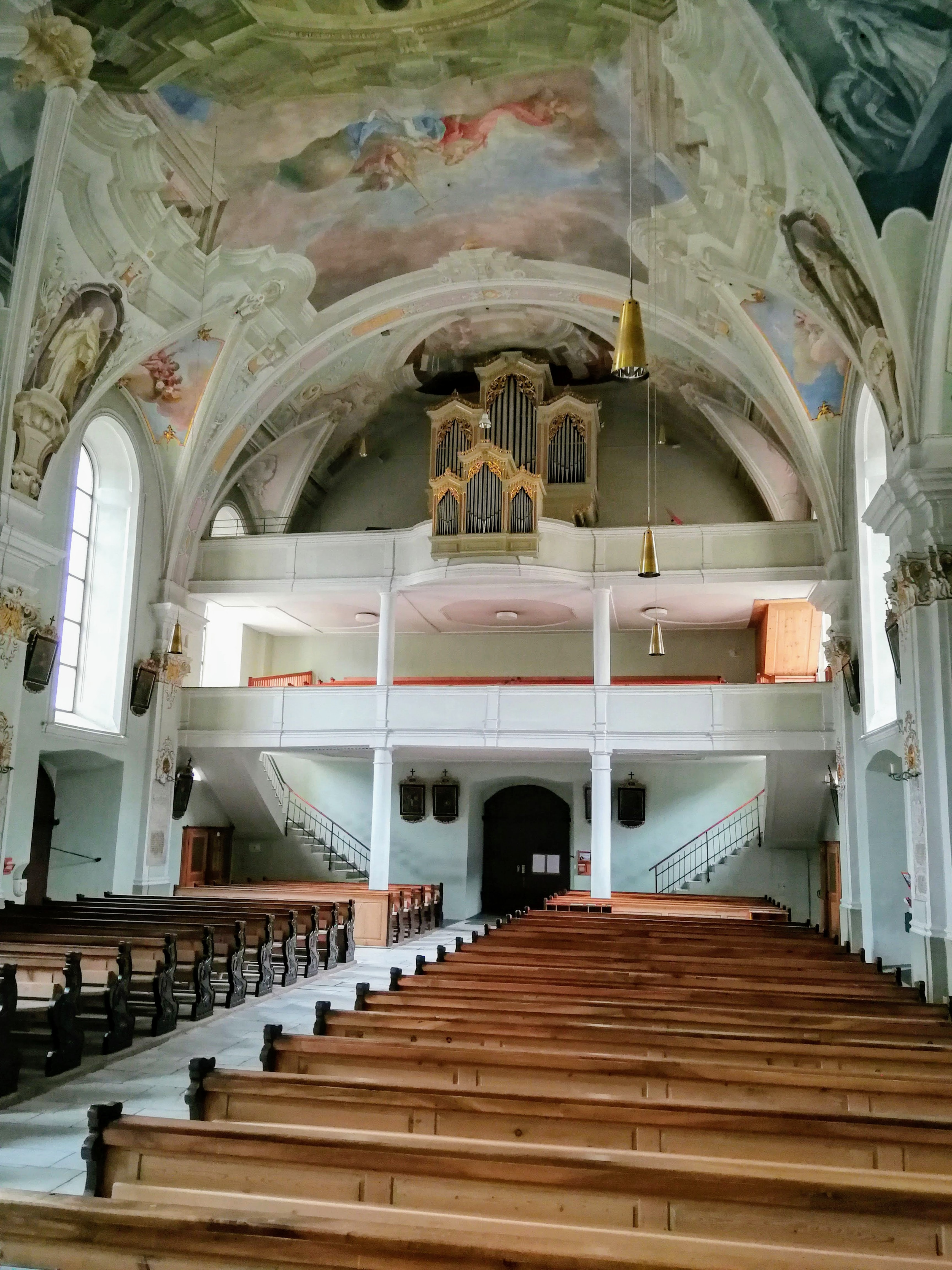
Inneres, Blick zur Orgel

### Turm
Der rund 91 Meter hohe gotische Turm ist der höchste Kirchturm in Südtirol und wegen seiner schlanken, schmalen Bauweise bemerkenswert, die er 1499 erhielt. Betrachtet man die Zifferblätter des Turmes, fällt auf, dass der Turm bis zur Mitte des dritten Geschosses anders verfugt ist. Dies scheint die ursprüngliche Höhe des Bauwerks gewesen zu sein, das dann nach dem Engadiner Krieg aufgestockt wurde. Der spitze oktogonale Helm des Turmes ist mit Holzschindeln gedeckt und leicht nach Westen geneigt. Grund für Letzteres ist wohl ein unzureichend ausgebesserter Blitzeinschlag. Der Turm befindet sich an der Nordseite der Kirche.
Das vierte Geschoss, mit seinen maßwerkverzierten Schallfenstern beherbergt ein sechsstimmiges Geläut mit der Stimmung cis1, e1, fis1, gis1, h1 und cis2. Die größte Glocke (cis1) wiegt rund drei Tonnen und wurde im Jahr 1800 von Michael Zach in Bozen gegossen.

### Inneres
Zur Innengestaltung wurde Marmor aus der Region benutzt, viele Bauteile der gotischen Kirche wurden integriert.
Der Hochaltar der Kirche wurde mehrmals umgebaut. Nach der Renovierung der Kirche wegen der Zerstörungen im Engadiner Krieg von 1499 errichtete der schwäbische Meister Jörg Lederer 1513 einen Schnitzaltar. Von diesem sind nur noch wenige Heiligenfiguren erhalten geblieben, darunter eine Darstellung der Anna selbdritt. Wahrscheinlich wurde dieser spätgotische Schnitzaltar bereits in der Barockzeit durch einen neuen ersetzt. Die zentrale Figurengruppe, die die Krönung Mariens darstellt, und deren Hauptfigur die Marienstatue ist, blieb jedoch, wenn auch mehrfach umgearbeitet, bis heute der Mittelpunkt des Altars, der in seiner heutigen, neobarocken Form aus dem Jahr 1910 stammt.
Die kniende Marienfigur wird auch als Gnadenbild „Unserer Lieben Frau am Rain“ verehrt. Eine Legende besagt, dass sie ein Bauer aus Kortsch, einem Gemeindeteil von Schlanders, die Statue in einem Feldrain entdeckt hat. 1799 war Schlanders von den anrückenden Truppen Napoleons bedroht. Die Schlanderser Schützen gelobten, jedes Jahr am Fest Mariä Namen die Statue in einer feierlichen Prozession durch den Ort zu tragen, wenn die Gefahr vorübergehe. Bald zogen die Franzosen ab, ohne Kriegsschäden zu hinterlassen. Seit dieser Zeit schwebt die Marienstatue alljährlich vor der Prozession auf einer Schiene vom Altar herab und wird auf einen Tragebaldachin (im Volksmund „Fergele“) gestellt. Im Anschluss wird sie, begleitet von der Musikkapelle, den Schützen und vielen Gläubigen unter Böllerschüssen durch das Dorf getragen.
Der moderne Volksaltar im Zentrum des Chores wurde vom Künstler Karl Grasser im Jahr 1990 geschaffen.
Am linken Eingang zum Chor steht der gotische Taufstein von 1529. Im 17. Jahrhundert erhielt er einen hölzernen Aufsatz.
Die beiden, in den Seitenkonchen stehenden neuromanischen Seitenaltäre sind den hll. Josef (links) und Sebastian gewidmet. Diese Altarbilder sind älter und stammen vermutlich von Josef Adam Mölk, der auch die Deckengemälde fertigte.
Die Orgel stammt von Paolo Ciresa (Trentino) aus dem Jahr 1986, der sie in das Gehäuse der Vorgängerorgel baute. Ein Vorgängerinstrument stammte aus der Werkstatt Josef Behmanns und wurde mit 2 Manualen und Pedal und 20 Stimmen 1912 erbaut. Sie besitzt 25 Register auf zwei Manualen und Pedal und hat mechanische Trakturen.
Durch den Verzicht auf den im Barock üblichen Stuck konnte Mölk Platz für großflächige Fresken schaffen. Im Langhaus malte er die biblische Esther, vor dem Perserkönig Xerxes I. kniend, inmitten einer riesigen gemalten Scheinarchitektur. Auch im Chor gibt es ein großes Bild, das von mehreren kleineren Malereien in den Feldern des Gewölbes umrahmt wird. Es stellt die Verehrung Mariens durch die Erdteile dar. Europa trägt die Züge der damals herrschenden Kaiserin Maria Theresia.

### Michaelskirche

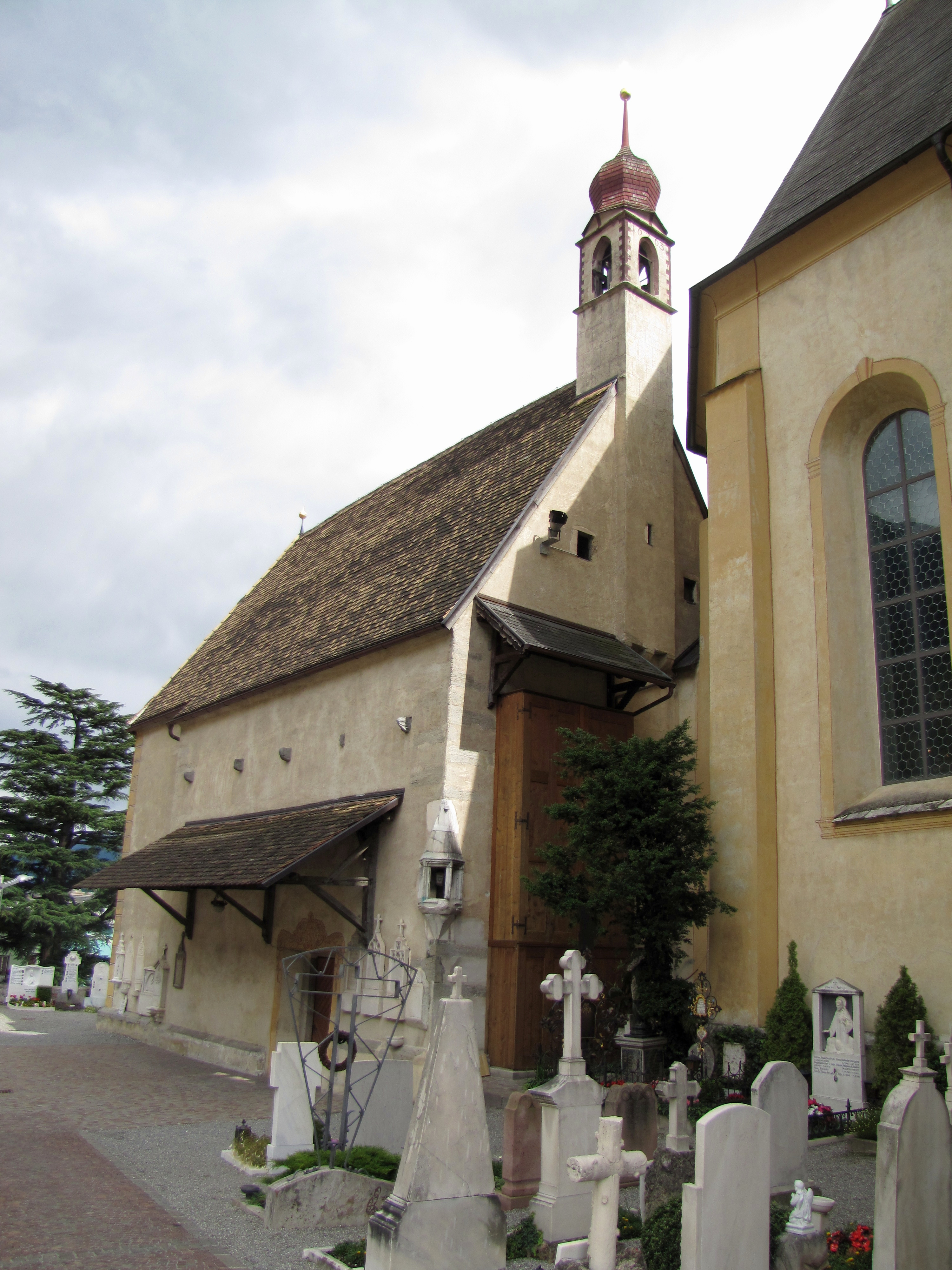
Die Michaelskirche von Außen

Im Osten der Kirche schließt sich die zweigeschossige Michaelskirche an, die 1488 geweiht wurde.
Das zweischiffige Untergeschoss dient als Gruft und war einst durch einen Gang mit Adelsgräbern unter dem Chor der Pfarrkirche verbunden.
Das Obergeschoss zeichnet sich durch sein Netzgewölbe aus. Hier hängt das ehemalige Hochaltarbild der Pfarrkirche, das die Himmelfahrt Mariens zeigt. Zur weiteren Ausstattung gehören ein spätgotisches, lebensgroßes Kruzifix, sowie einige Fresken von 1511. Der westliche Teil der Oberkirche wird seit der Barockzeit als Sakristei der Pfarrkirche genutzt.
Das Gebäude wird durch einen Dachreiter mit Zwiebelhelm bekrönt. Dort hängt die Totenglocke, die Zügenglocke, wie sie im Volksmund heißt.
Die Michaelskirche dient als Totenkapelle und ist sonst verschlossen.

## Galerie

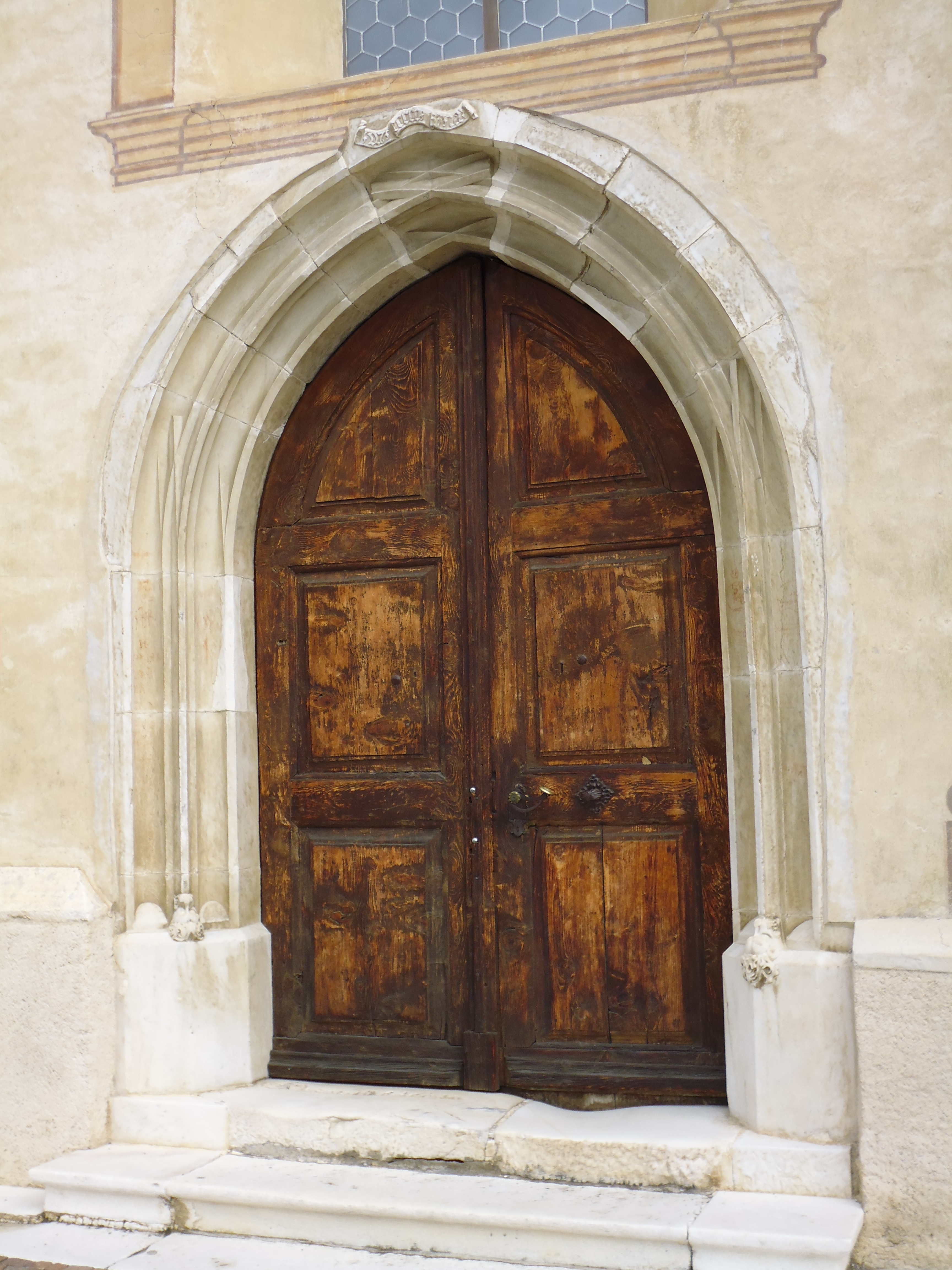
Gotisches Nordportal
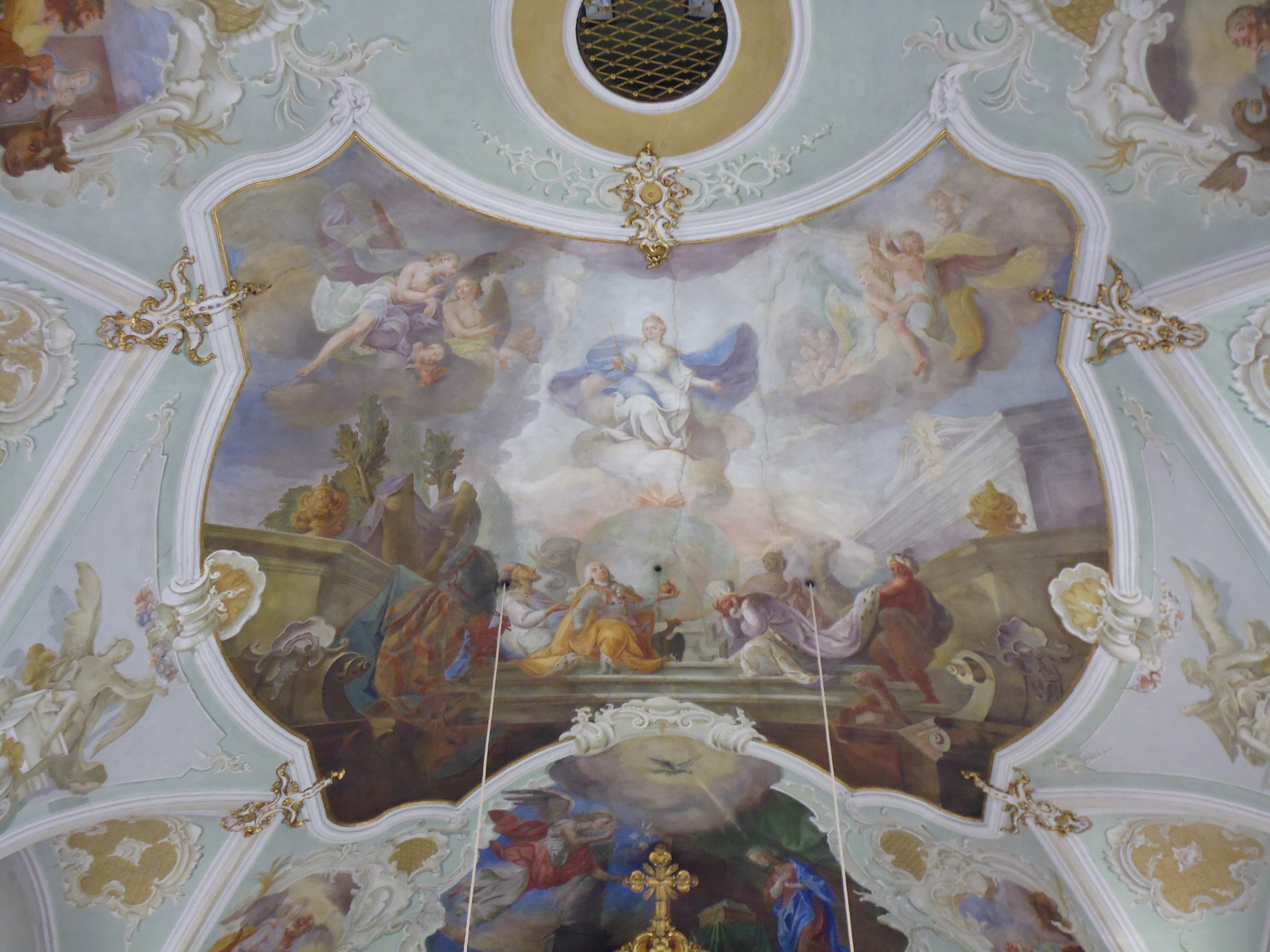
Fresko: Huldigung Mariens
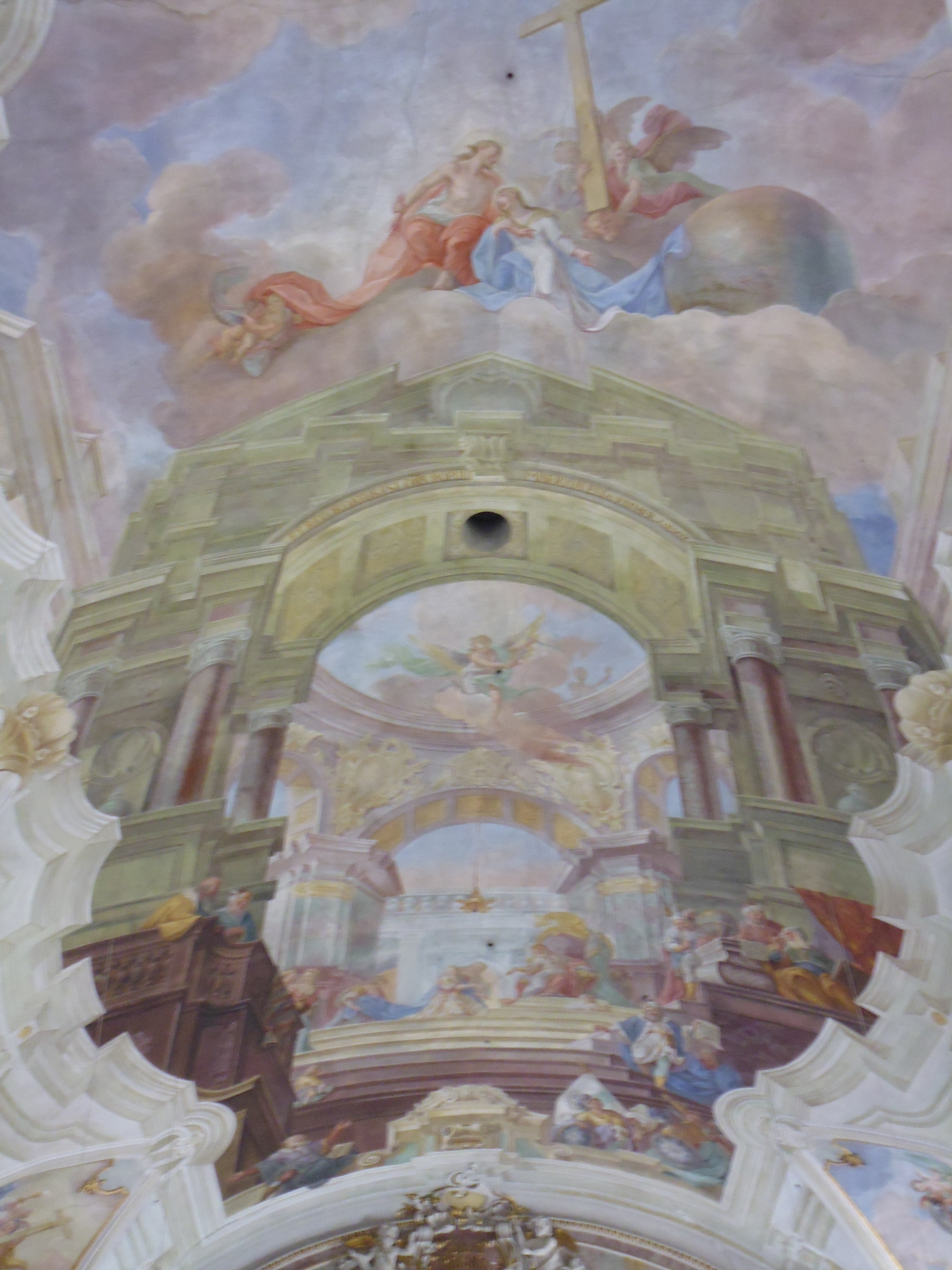
Fresko: Legende der Ester von Ahasverus
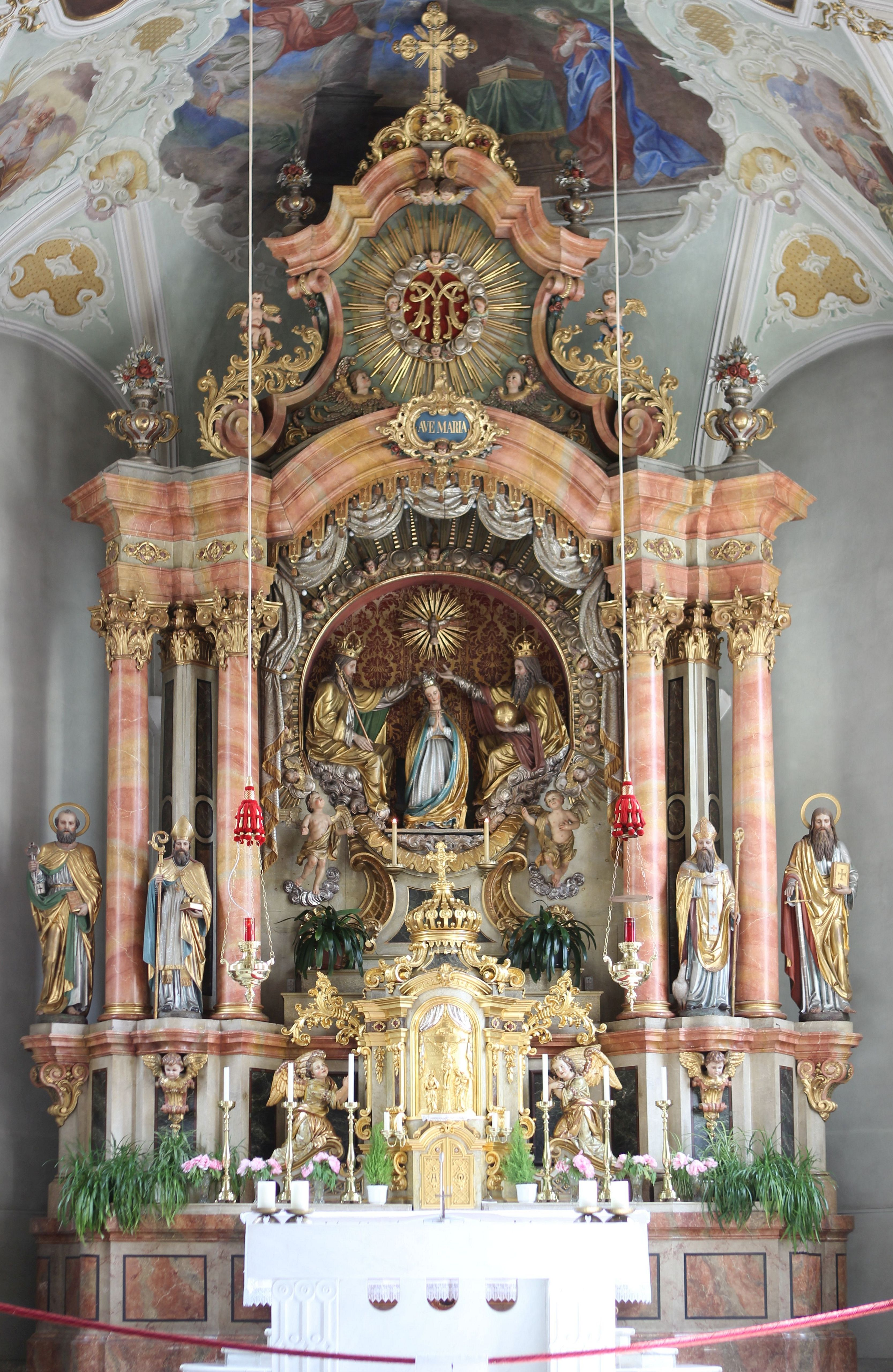
Hauptaltar
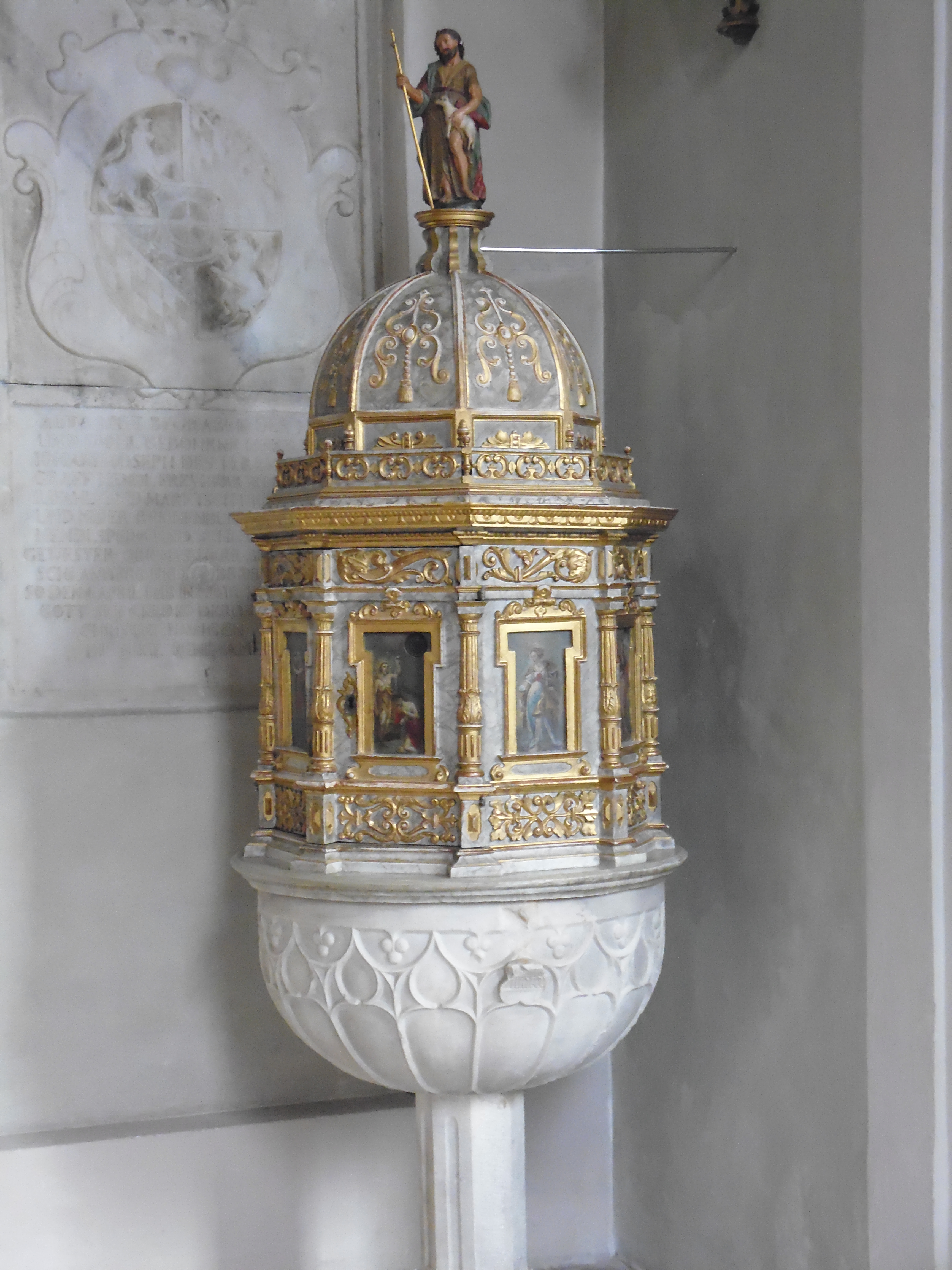
Taufstein
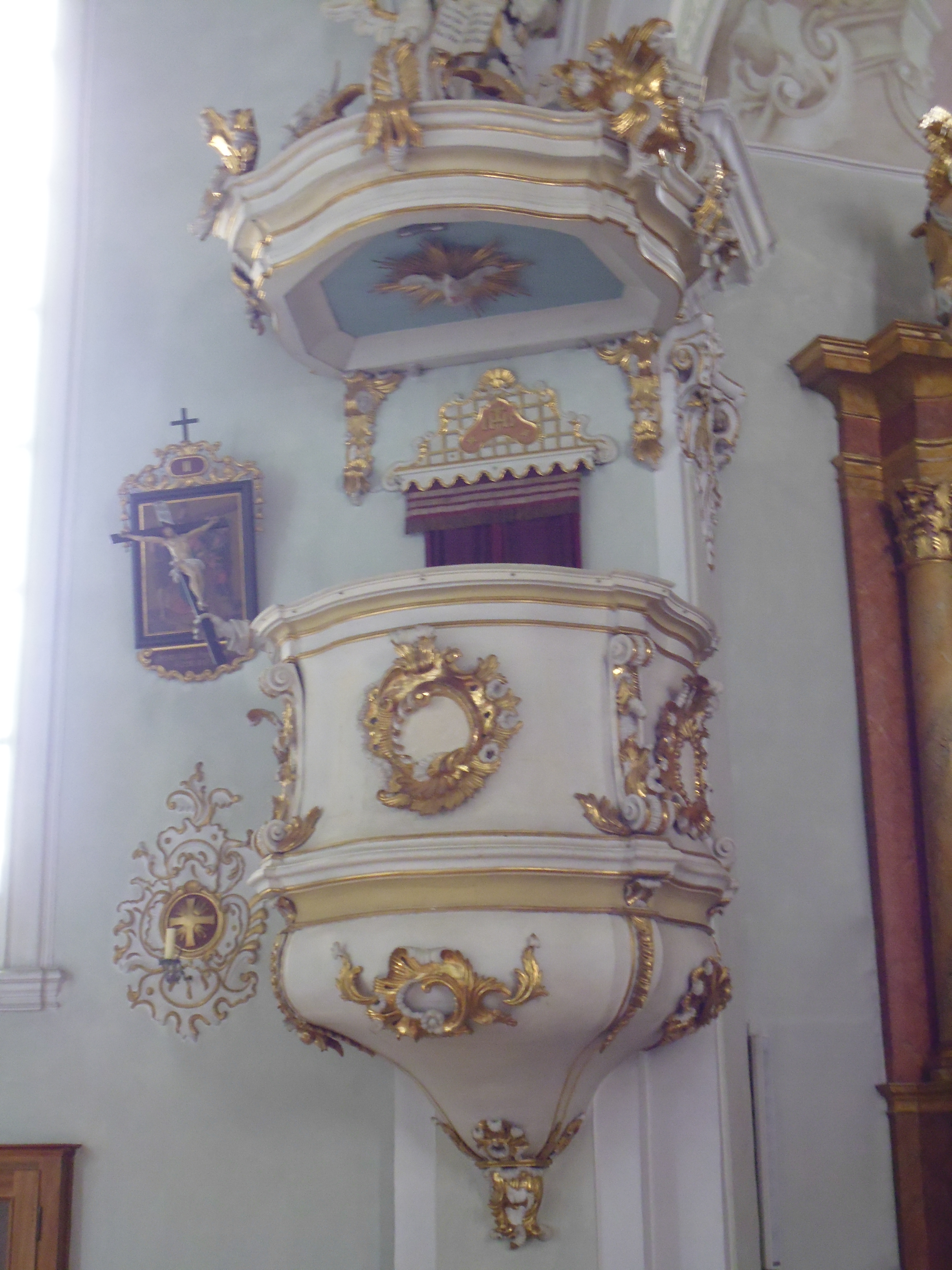
Kanzel von 1780
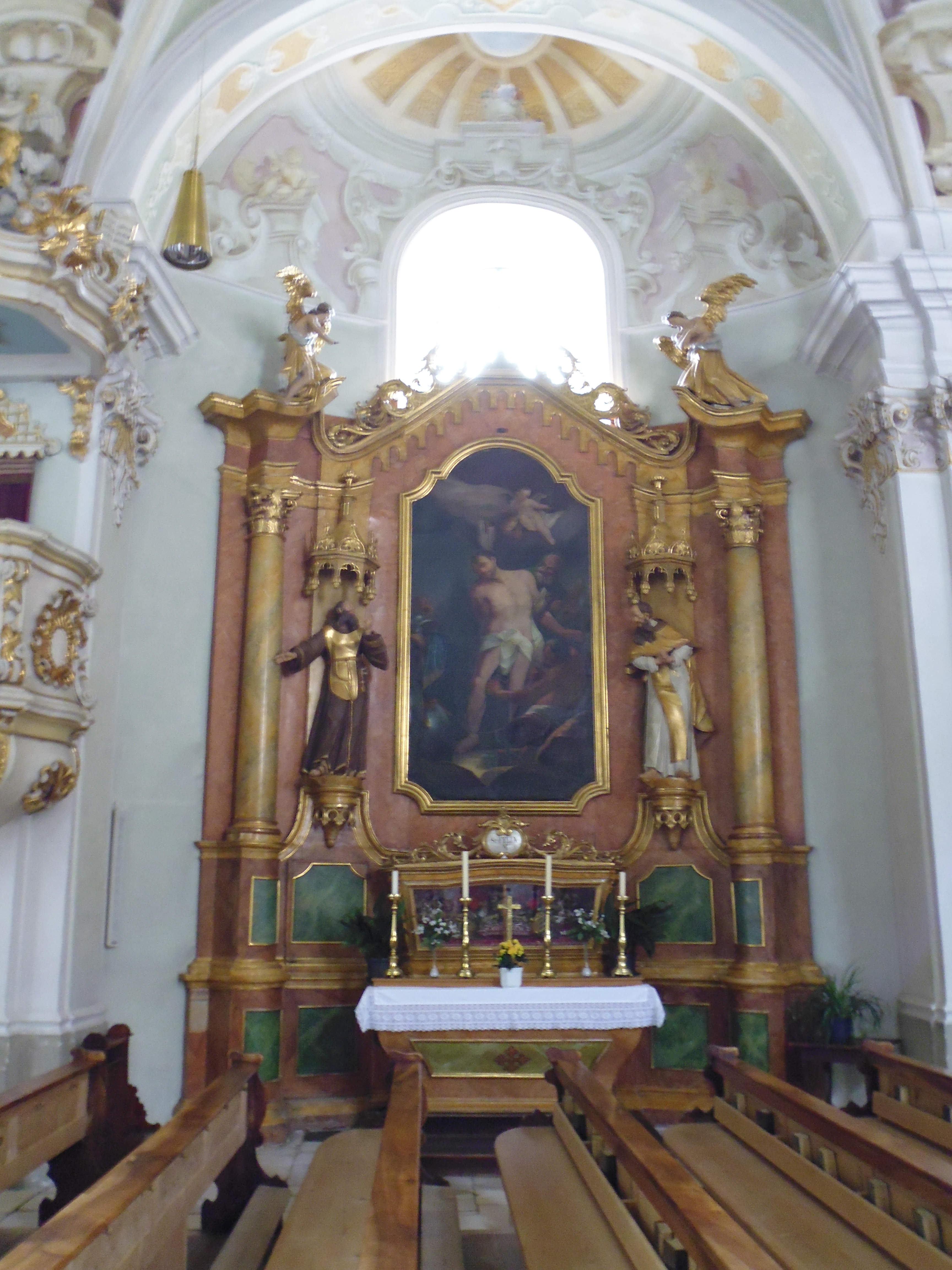
Altar des hl. Sebastian
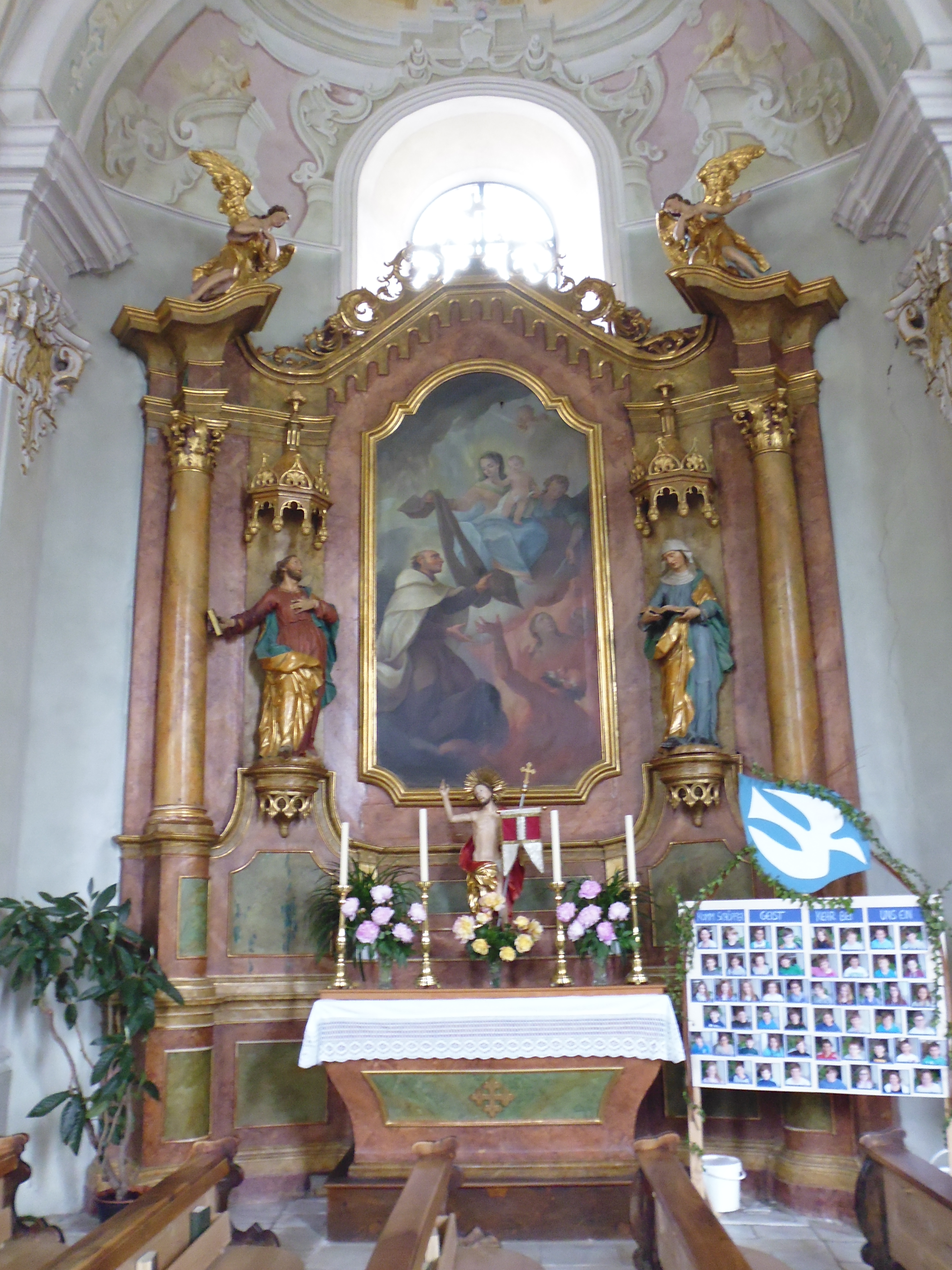
Altar des hl. Josef
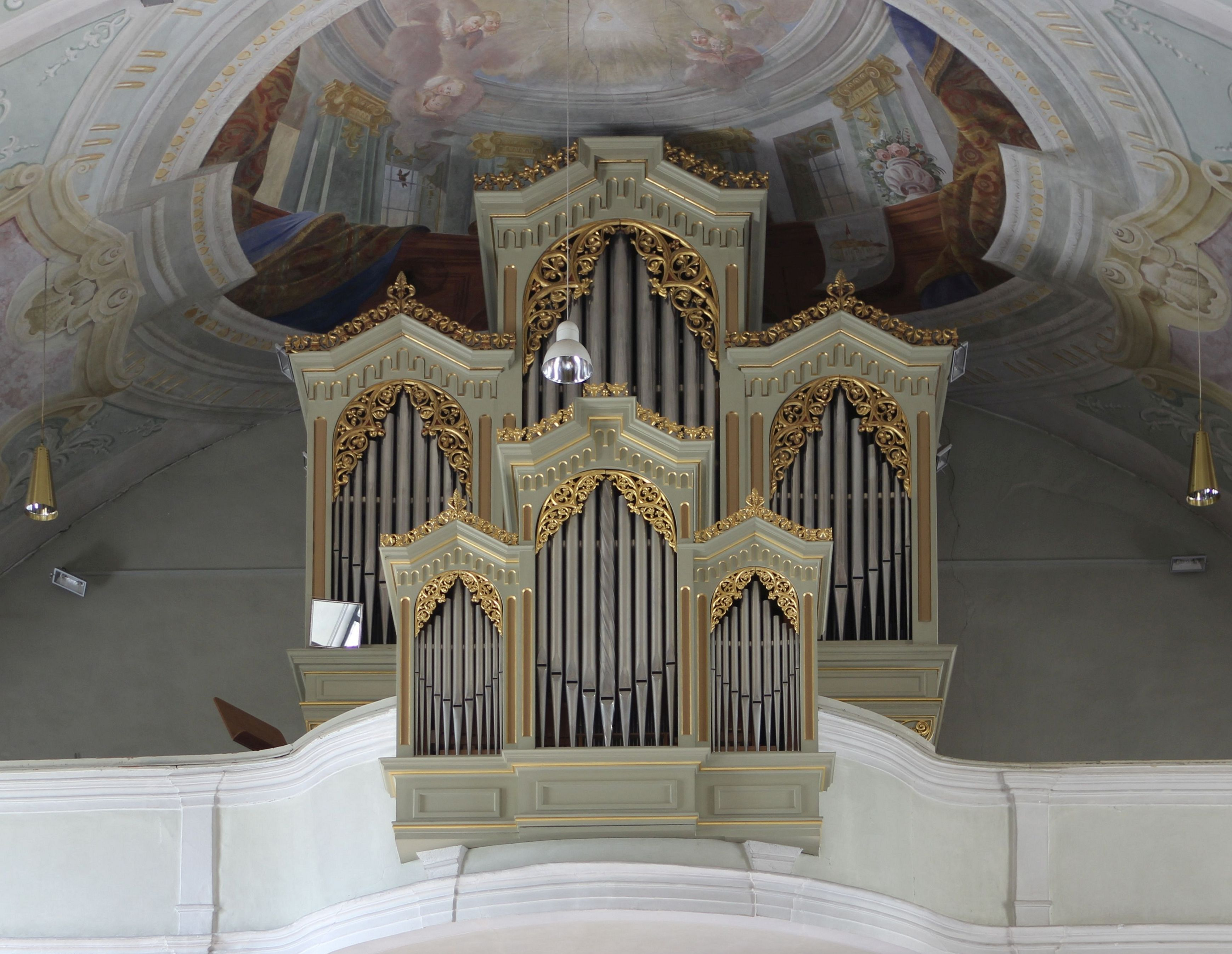
Orgel